# Ulica Skałeczna w Krakowie
Ulica Skałeczna – ulica w Krakowie, w dzielnicy I Stare Miasto, na Kazimierzu. Jest to przecznica ul. Krakowskiej po jej nieparzystej stronie i prowadzi na Skałkę, po drodze przecinając ul. Augustiańską.
Kościół na Skałce prawdopodobnie istniał już w XI wieku. Prowadziła do niego droga, odgałęzienie szlaku solnego. Po powstaniu miasta Kazimierza kościół był oddzielony od niego jednym z wiślanych starorzeczy. W XVI-XVIII droga nazywana była ulicą św. Stanisława. W początkach XIX wieku była to ulica Skałecka. Obecną nazwę zyskała w drugiej połowie XIX wieku.

## Zabudowa
Pomiędzy skrzyżowaniami z ul. Krakowską i ul. Augustiańską zabudowę stanowią czynszowe kamienice a od ul. Augustiańskiej do Skałki kościoły i klasztory:
- ul. Skałeczna 1 (ul. Krakowska 25) – czynszowa kamienica, projektował Jan Zawiejski, 1912.
- ul. Skałeczna 2 (ul. Krakowska 27) – Dom Pod Gwiazdą, obecnie Dom Norymberski, XV-wieczny zabytkowy budynek, jeden z najstarszych na Kazimierzu. Mieści się w nim stała placówka miasta Norymberga, bliźniaczego miasta Krakowa.
- ul. Skałeczna 3 – czynszowa kamienica, projektował Jan Zawiejski, 1912.
- ul. Skałeczna 4 – czynszowa kamienica.
- ul. Skałeczna 6 (ul. Augustiańska 22) – czynszowa kamienica, projektował Ignacy Hercok, 1867.
- ul. Skałeczna 5-7 (ul. Augustiańska 20) – czynszowa kamienica, projektował Jan Zawiejski, 1912.
- ul. Skałeczna 8 (ul. Augustiańska 11) – kamienica czynszowa, ok. 1811.
- ul. Skałeczna 9 (ul. Augustiańska 7) – kościół św. Katarzyny i św. Małgorzaty oraz stojąca obok niego, na rogu ul. Augustiańskiej, zabytkowa XV wieczna dzwonnica.
- ul. Skałeczna 10-12 – Klasztor ss. Augustianek połączony z kościołem oo. Augustianów przejściem nad ulicą. Przy klasztorze działają: Szkoła Podstawowa nr 160 Zgromadzenia Sióstr Augustianek im. św. Augustyna oraz Gimnazjum nr 72 im. św. Tomasza z Villanova.
- ul. Skałeczna 15 – Kościół św. Michała Archanioła i św. Stanisława Biskupa oraz klasztor oo. Paulinów na Skałce.
- ul. Skałeczna 16 – Wyższe Seminarium Duchowne Zakonu Paulinów. Modernistyczny budynek powstał w 1933 r, a zaprojektował go Adolf Szyszko-Bohusz. W latach 1975–1992 swoją siedzibę miało tu VI Liceum Ogólnokształcące im. Adama Mickiewicza[1].

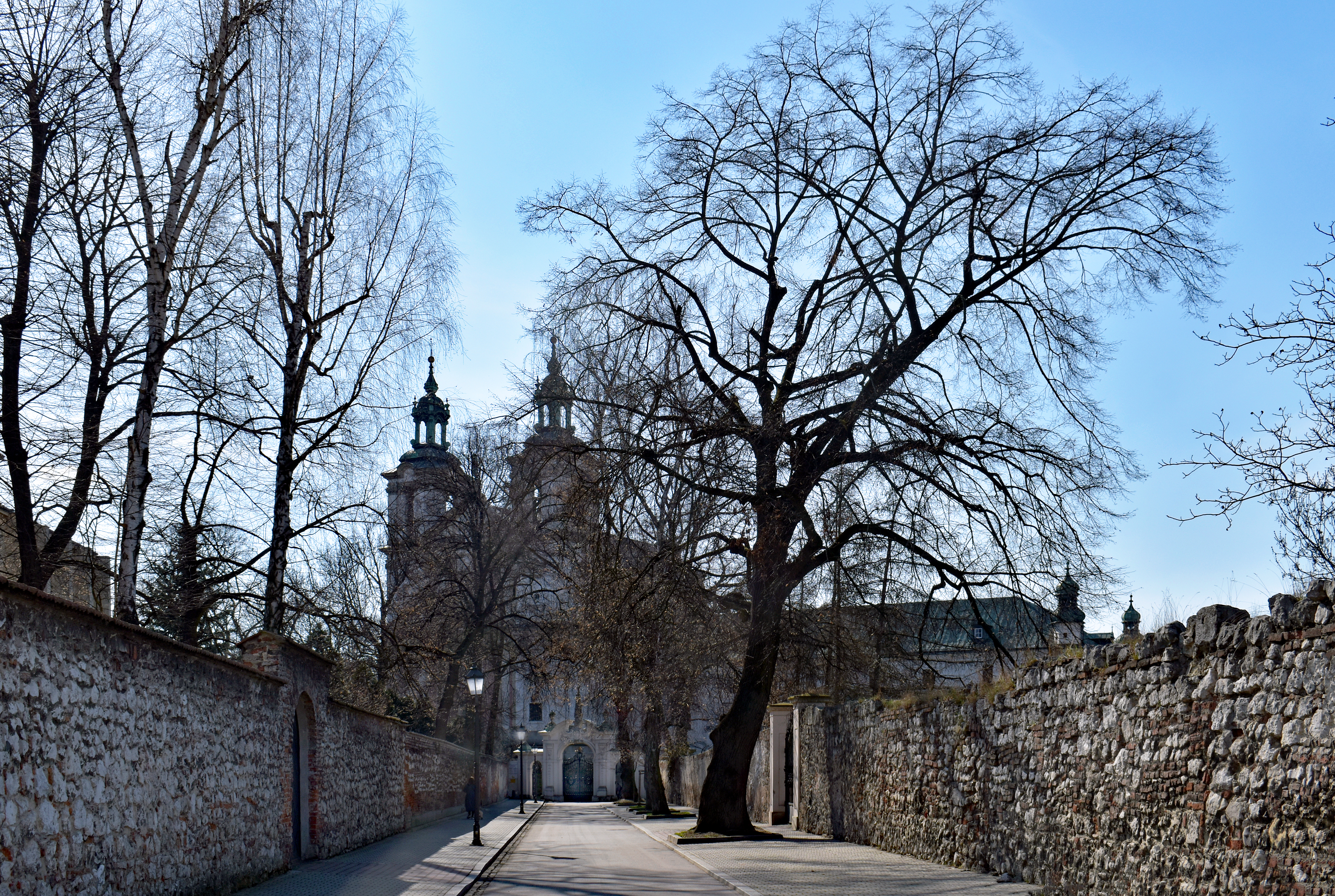
Widok w kierunku Skałki
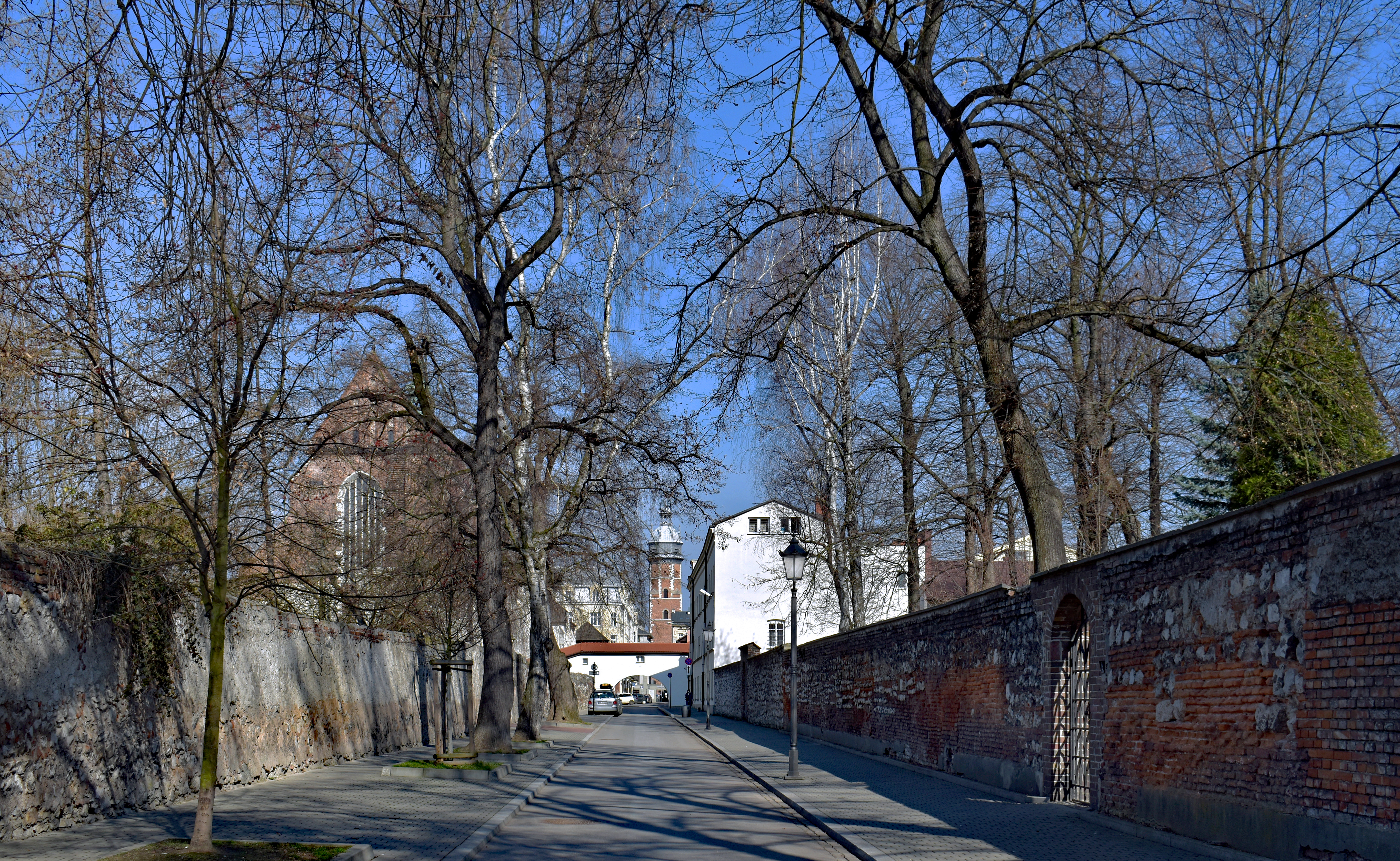
Widok ze Skałki. Po lewej kościół oo. augustianów, po prawej konwent ss. augustianek i przejście arkadowe łączące klasztor z kaplicą „Węgierską”. Perspektywę zamyka wieża kościoła Bożego Ciała
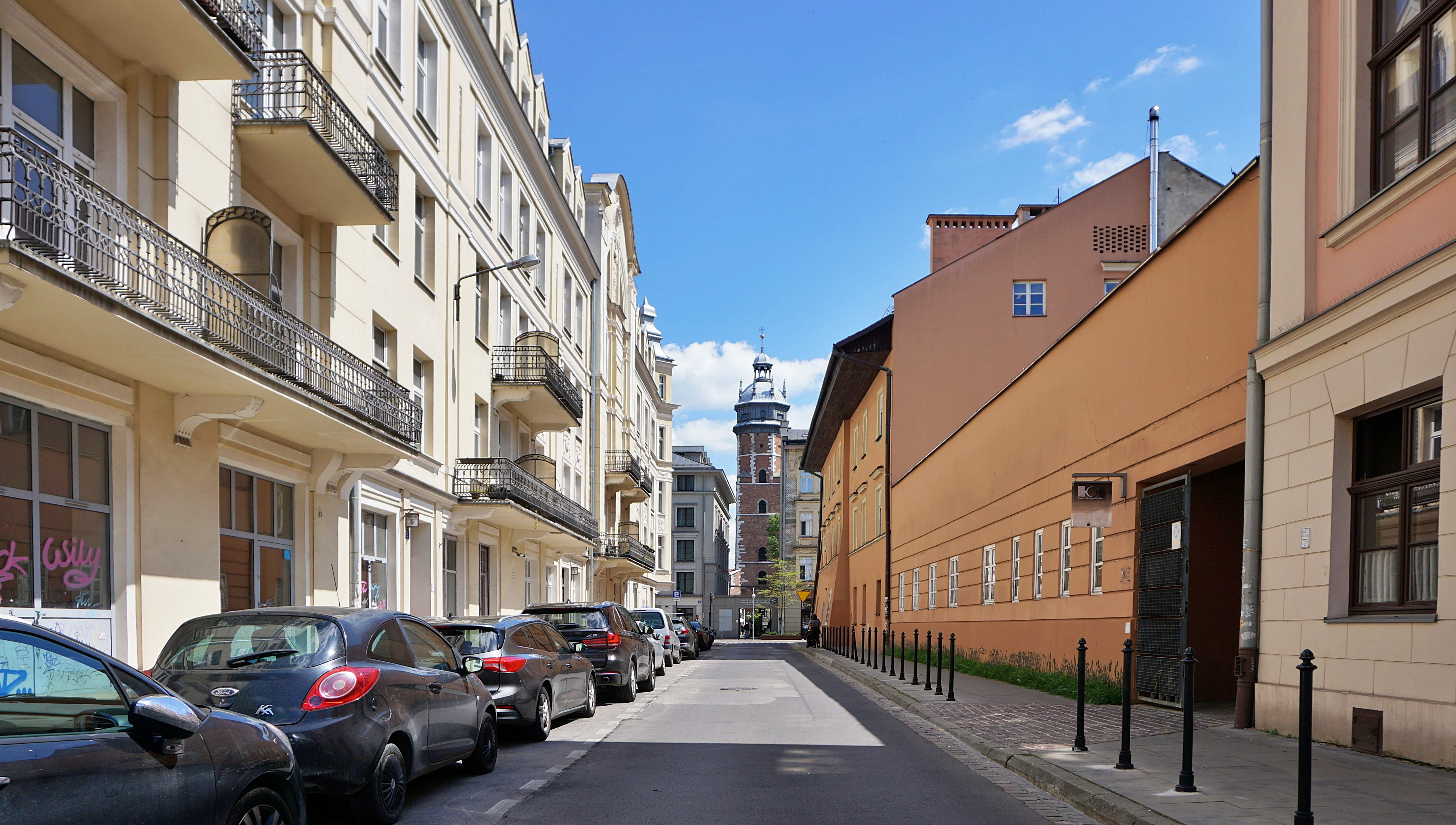
Widok na wschód od skrzyżowania z ul. Augustiańską
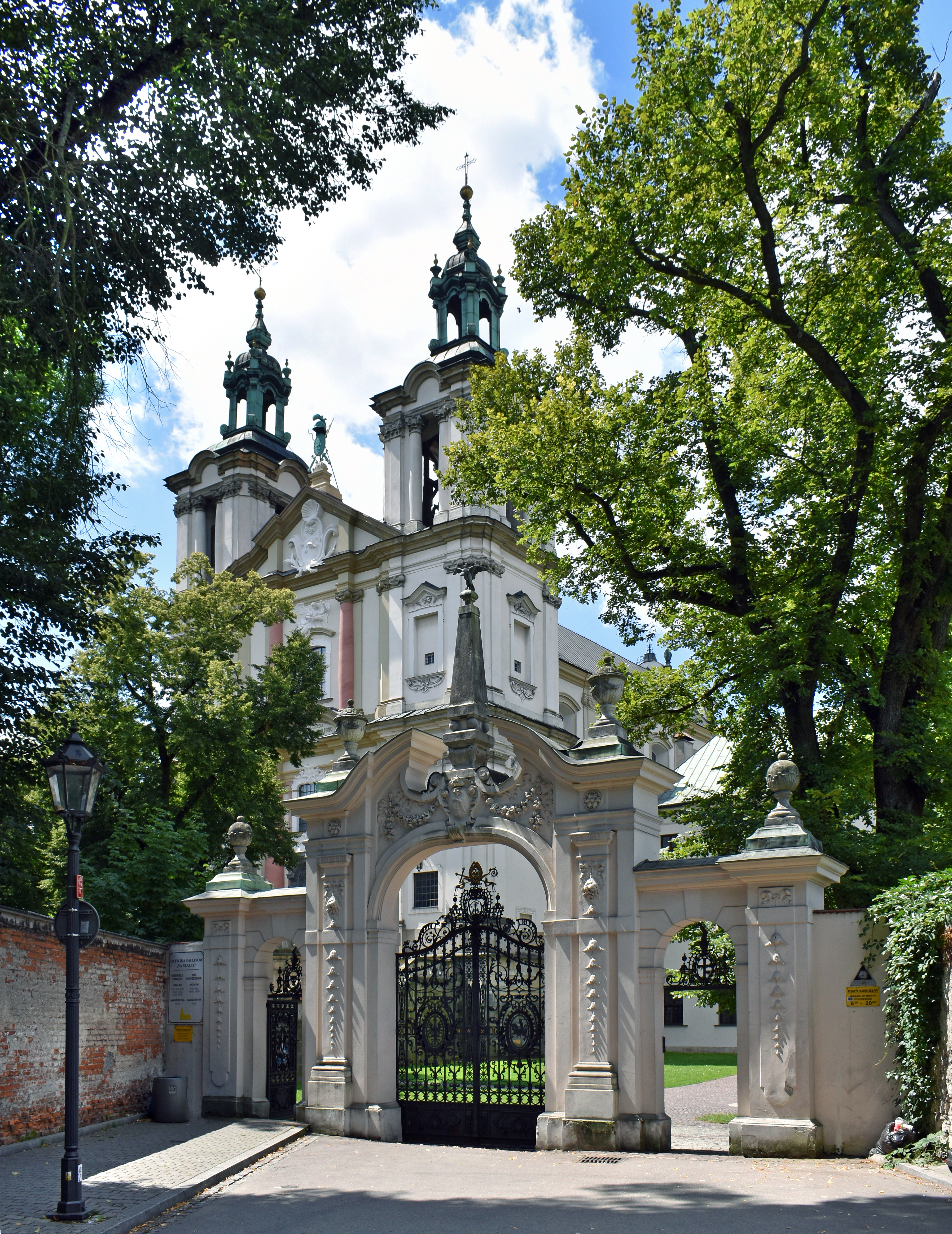
Ulicę zamyka brama wejścowa na Skałkę. Projektował Karol Knaus, 1894